# Adolfo López Mateos
Adolfo López Mateos, född 26 maj 1910 i Atizapán de Zaragoza i delstaten Mexiko, död 22 september 1969 i Mexico City, var en mexikansk politiker (Institutionella revolutionspartiet) som var landets 65:e president 1958–1964.

## Utmärkelser
- Storkorset med kedja av Finlands Vita Ros orden,  30 januari 1964[5]
- Storkorset av Nederländska Lejonorden[6]
- Storkors av Polonia Restituta

[Redigera Wikidata]